# Tsuyoshi Ichinohe
Tsuyoshi Ichinohe (jap. 一戸 剛, Ichinohe Tsuyoshi; * 9. Juni 1976) ist ein ehemaliger japanischer Skispringer und Nordischer Kombinierer.

## Werdegang

### Nordische Kombination
Von 2000 bis 2002 startete Ichinohe im B-Weltcup der Nordischen Kombination. Sein bestes Ergebnis erzielte er dabei mit dem 2. Platz am 5. Februar 2000 in seinem Debüt-Rennen in Andelsbuch. Am 19. Januar 2002 bestritt er seinen letzten Wettkampf als Kombinierer.

### Skispringen
Am 10. Januar 2003 startete Ichinohe erstmals im Continental Cup und erreichte auf der Normalschanze in Sapporo den 11. Platz und damit auch seine ersten Continental-Cup-Punkte. Zwei Wochen später am 25. Januar 2003 wurde er daraufhin im Rahmen der Nationalen Gruppe für das Weltcup-Springen in Sapporo nominiert. Zum ersten Springen trat er jedoch nicht an, erreichte aber im zweiten Springen den 46. Platz. Er sprang weiterhin im Continental Cup und konnte dort erste Top-10-Resultate erzielen. Beim Weltcup-Springen am 24. und 25. Januar 2004 in Sapporo konnte er sich erneut fürs Finale qualifizieren, erreichte jedoch erneut mit Platz 40 und Platz 35 keine Weltcup-Punkte. Ein Jahr später gewann er auf der gleichen Schanze sein erstes Continental-Cup-Springen, nachdem ihm bereits zuvor in der Saison 2004/05 mehrmals der Sprung in die Top 10 gelungen war. Am 5. Februar 2005 trat er erneut zum Weltcup in Sapporo an und konnte diesmal mit Platz 27 im ersten Springen und Platz 16 im zweiten Springen seine ersten Weltcup-Punkte gewinnen. Im Teamspringen am 12. Februar 2005 in Pragelato erreichte er gemeinsam mit Daiki Itō, Noriaki Kasai und Takanobu Okabe den 6. Platz. Die Weltcup-Saison 2005/06 begann nicht so erfolgreich für Ichinohe. So blieb er meist außerhalb der Punkteränge. Auf seiner Heimatschanze in Sapporo konnte er jedoch erneut überzeugen und sprang mit Platz 14 die beste Einzelplatzierung seiner Karriere im Weltcup.
Bei den Olympischen Winterspielen 2006 erreichte er auf der Großschanze den 25. Platz und kam im Teamspringen auf den 6. Platz.
Beim Team-Weltcup-Springen am 4. März 2006 erreichte er mit dem Team den 4. Platz. Im Anschluss daran konnte er keinerlei vordere Plätze mehr erreichen und gewann auch nur noch in einem Springen Weltcup-Punkte. Sein letztes Weltcup-Springen am 16. Dezember 2006 in Engelberg beendete er auf dem 48. Platz. Nach zwei Springen im FIS-Cup in Japan beendete er nach dem Springen am 10. März 2007 in Sapporo vorübergehend seine aktive Skisprungkarriere. Am 8. Januar 2011 feierte er überraschend bei einem Continental Cup in Sapporo einen 20. Platz. Den letzten Wettbewerb seiner Karriere bestritt er einen Tag später.